# Leandah
Leandah war eine deutsche Girlgroup. Sie wurde im Herbst 2015 im Rahmen der elften Staffel der Castingshow Popstars als Quartett zusammengestellt. Nach etwa viermonatigem Bestehen gab die Band ihre Trennung bekannt.

## Werdegang
Leandah entstand unter dem Motto Ganz neue Töne im Rahmen der elften Staffel der Castingshow Popstars im Jahr 2015. Zur Jury der Sendung gehörten Tänzerin und Choreografin Bella Garcia und die Sängerinnen Miss Platnum und Stefanie Heinzmann. 27 Kandidatinnen waren im Vorfeld für die neue Staffel ausgewählt worden und wurden folgend in der sogenannten „Popstars-Akademie“ ausgebildet.
Patricia „Pati“ Ekkert, Alena Fischer, Selina Frimpong-Ansah und Sabrina Kolip wurden schließlich Bandmitglieder von Leandah. Der Siegertitel Tage wie Juwelen war direkt nach TV-Ausstrahlung der Finalsendung am 10. Oktober 2015 zum Download verfügbar. Am 12. Oktober 2015 folgte die Veröffentlichung als CD-Single, auf der sich auch der selbst komponierte Song Schöner ohne Dich fand. Die Single konnte sich nicht in den Charts platzieren.
Im Dezember 2015 trat Leandah in einer Folge von Köln 50667 auf. Mit den „RTL2-Allstars“ nahmen Leandah u. a. mit Carmen Geiss und Richard Lugner für das Weihnachtsspezial des Boulevardmagazins KLUB eine Coverversion des Weihnachtslieds All I Want for Christmas Is You auf. Am 5. Februar 2016 gab die Band auf Facebook ihre Auflösung bekannt.

## Kritik
Kritisiert wurde, dass bereits in der Show auch andere Musiker des Plattenlabels Universal promotet wurden, beispielsweise Sarah Connor und Miss Platnum. Die Mädchen sollten Lieder aus Connors neuem Album singen. Die Band Leandah hingegen wurde nur wenig beworben. Es wurde kein eigenes Video für die Single produziert; stattdessen wurden einige RTLII-Ausschnitte zu einem Clip zusammengeschnitten. Es gab nur wenig Promotion für die Single und wenig Neuigkeiten um die Band. Auch die Mitglieder schienen lange nicht zu wissen, wie es mit ihnen weitergeht. So schrieben sie am 27. Dezember 2015: „Wir sitzen selber wie auf Kohlen. Wir haben keine Neuigkeiten oder Termine zu verkünden“.

## Diskografie
Single
- 2015: Tage wie Juwelen